# Cotiheresiarches dirus
Cotiheresiarches dirus là một loài tò vò trong họ Ichneumonidae.